# آندره کولینگبا
آندره کولینگبا (انگلیسی: André Kolingba؛ ۱۲ اوت ۱۹۳۶ – ۷ فوریهٔ ۲۰۱۰) یک سیاست‌مدار اهل جمهوری آفریقای مرکزی بود.